# Live Le Zenith Paris France SDB
Live Le Zenith Paris France SDB è un album live del gruppo musicale rock Toto, pubblicato il 4 febbraio 1987.
Il disco è stato registrato durante il Fahrenheit World Tour, che vide la band impegnata per tutto il 1986 e il 1987, fu infatti il primo tour dei Toto a durare per due anni di fila.
Nella tracklist troviamo i brani classici dei Toto con l'aggiunta dei nuovi brani provenienti da Fahrenheit. È da segnalare il pezzo conclusivo del concerto, la cover del brano Reach Out I'll Be There dei Four Tops, che durante il Fahrenheit World Tour fu molto eseguito dalla band come bis.

## Tracce

### CD 1
1. Till the End (da Fahrenheit) – 6:16
2. Mama (da Hydra) – 5:25
3. 99 (da Hydra) – 5:26
4. Somewhere Tonight (da Fahrenheit) – 6:47
5. I'll Be Over You (da Fahrenheit) – 5:29
6. Could This Be Love (da Fahrenheit) – 5:16
7. Steve Lukather solo – 3:34
8. Georgy Porgy (da Toto) – 6:39
9. I Won't Hold You Back (da Toto IV) – 5:50

### CD 2
1. Girl Goodbye (da Toto) – 6:03
2. David Paich & Steve Porcaro solo – 2:53
3. White Sister (da Hydra) – 7:06
4. Interlude - 0:24
5. Rosanna (da Toto IV) – 5:44
6. Hold the Line (da Toto) – 8:42
7. Reach Out I'll Be There – 3:17

## Formazione
- Joseph Williams – voce principale
- Paulette Brown - voce secondaria
- Steve Lukather – chitarra elettrica e voce secondaria
- David Paich – tastiera e voce secondaria
- Ralph Rickert – tromba e voce secondaria
- Warren Ham – sassofono e voce secondaria
- Steve Porcaro – tastiera
- Mike Porcaro – basso elettrico
- Lenny Castro – percussioni
- Jeff Porcaro – batteria